# Josef Fahringer
Josef Fahringer est un entomologiste autrichien, né le 21 décembre 1876 à Vienne (Autriche) et mort le 18 décembre 1950 dans cette même ville.
Il obtient un doctorat à l’université de Vienne en 1904. Il enseigne dans le secondaire à Vienne de 1904 à 1907, Brüx de 1907 à 1910, à Brno de 1910 à 1913 et à nouveau à Vienne de 1918 à 1936. Il est principal à partir de 1928.
Il fait paraître la première monographie moderne sur les braconides : Opuscula braconolocica (4 parties, 1925-1937). Spécialiste des guêpes, il fait paraître de nombreux articles sur les braconides et d’autres hyménoptères parasites.